# Mkoani
Mkoani je naselje na krajnjem istoku Tanzanije, u autonomnoj oblasti Zanzibar, na otoku Pemba. Upravno je sjedište regije Pemba South. Glavna je trajektna luka otoka, koja ga povezuje s Ungujom i kopnom. Bolnica Abdalla Mzee izgrađena je uz kinesku pomoć. Centar otoka ipak je obližnji grad Chake Chake.
Godine 2002. Mkoani je imao 11.000 stanovnika.